# Lukavec u Hořic
Lukavec u Hořic (en allemand : Lukawetz bei Horschitz) est une commune du district de Jičín, dans la région de Hradec Králové, en République tchèque. Sa population s'élevait à 313 habitants en 2022.

## Géographie
Lukavec u Hořic se trouve à 4 km au nord-nord-ouest de Hořice, à 19 km à l'est-sud-est de Jičín, à 26 km au nord-ouest de Hradec Králové et à 92 km à l’est-nord-est de Prague.
La commune est limitée par Lázně Bělohrad et Tetín au nord, par Červená Třemešná à l'est, par Hořice au sud, et par Šárovcova Lhota à l'ouest.

## Histoire
La première mention écrite de la localité date de 1440.

## Administration
La commune se compose de trois sections :
- Lukavec u Hořic
- Černín
- Dobeš

## Transports
Par la route, Lukavec u Hořic se trouve à 4 km de Hořice, à 23 km de Jičín, à 30 km de Hradec Králové et à 118 km de Prague. 